# Hoffnungslos (Album)
Hoffnungslos ist das fünfte Studioalbum des österreichischen Austropop-Musikers und Liedermachers Wolfgang Ambros.

## Produktion
Wolfgang Ambros und sein Freund und Texter Joesi Prokopetz produzierten 1977 das Studioalbum Hoffnungslos.
Bescheidene 7.000 Einheiten wurden von Hoffnungslos im Veröffentlichungsjahr 1977 verkauft. Ein schmerzlicher Flop. Und das obwohl die beiden Vorgängeralben Es lebe der Zentralfriedhof (1975) und die Doppel-LP 19 class a numbers (1976) aus dem Stand zu sensationellen Erfolgen gerieten, höchste Chartpositionen in Österreich erreichten und kurzerhand von einer ganzen Generation zu den Visitenkarten einer eigenständigen österreichischen Rock-Musik-Szene erklärt wurden und Ambros zudem auch noch mit der Single Schifoan in der vorangegangenen Wintersaison 1976/77 jüngst den wohl ultimativen und fortan beständigsten Apres-Ski-Hit landete. Im Schatten all dieses Erfolges ging Hoffnungslos zunächst jäh unter.
Aus späterer Sicht, vollkommen unnachvollziehbar, denn auch wenn, wie der destruktive Titel der Platte bereits erahnen lässt, das '77er Album tendenziell eher düster, schwer, melancholisch und streckenweise auch morbide daherkommt, war diese Facette ja nun gewiss kein Novum für die Musik von Wolfgang Ambros. Ein Album auf dem nicht auch Sterblichkeit, Scheitern, Verzweiflung und Ängste in irgendeiner Form thematisiert werden, gab es meines Wissens weder davor noch danach von ihm. Hoffnungslos ist in seiner Gesamtheit vielleicht tatsächlich das schwermütigste all seiner Veröffentlichungen, der ursprüngliche Misserfolg des Albums lässt sich damit jedoch nicht erklären.

## Titelliste
1. Wie hört des auf – 2:30 (Kolonovits)
2. Heute gemma nach Wien – 3:40 (Ambros)
3. Wie wird des weitergeh’n – 5:20 (Ambros)
4. Hoffnungslos – 2:42 (Ambros)
5. Minderheit – 2:48 (Ambros)
6. Manst wirklich – 3:01 (Prokopetz)
7. I bin miad – 4:25 (Prokopetz)
8. De Höld’n san scho olle tot – 3:55 (Prokopetz)
9. Weu i ned anders kann – 4:05 (Ambros)
10. Irgendwann – 4:01 (Ambros)

## Charts und Chartplatzierungen
| ChartsChartplatzierungen | Höchstplatzierung | Wochen |
| ------------------------ | ----------------- | ------ |
| Österreich (Ö3)          | 15 (4 Wo.)        | 4      |